# Frank Verstraeten
Frank Verstraeten (Meise, 1 februari 1969), ook bekend als DJ Fou, is een Belgisch ondernemer en diskjockey.

## Levensloop
Verstraeten groeide op in Meise, waar zijn ouders een ijssalon hadden in het gehucht Sint-Brixius-Rode. In augustus 1989 richtte Verstraeten het computerbedrijf Infobrix op dat hardware, computers verkocht en Winking (Belgisch eerste administratie pakket voor Windows) verdeelde. Infobrix ging in mei 1995 failliet na geruchten over een btw-carrousel. Via een reeks spookfirma's zou hij de FOD voor 47,8 miljoen frank hebben opgelicht.
In 1996 kocht hij met zijn zakenpartners sporthal 'Going Out' te Antwerpen en verbouwde deze tot discotheek Zillion. De megadiscotheek opende haar deuren op 16 oktober 1997 en zou bekend worden voor haar technische infrastructuur. Zo werden er in 1999 de TMF Awards georganiseerd. De danstempel trok wekelijks duizenden bezoekers, maar had ook te kampen met tal van problemen met (bouw-)vergunningen, overlast en fraude. Zo werden er in 1998 twintig kisten vuurwerk en verboden wapens in beslag genomen en werd de danstempel gesloten. Verstraeten wist echter de hierop volgende rechtszaak te winnen wegens procedurefouten.
Op 6 december 2000 werd Verstraeten samen met zijn toenmalige partner Brigitta Callens slachtoffer van een homejacking. Aanvankelijk werd er vermoed dat Verstraeten de homejacking in scène had gezet. In 2001 werd Verstraeten in voorarrest geplaatst op verdenking van poging tot doodslag, fraude, slagen en verwondingen, inbreuken op de bouw- en milieuwetgeving, openbare zedenschennis, dubieuze homejacking, bedreigingen, opslag van vuurwerk, vrouwenhandel en (poging tot) omkoping. Daarnaast werd hij samen met zijn moeder in verdenking gesteld van witwassen en belastingfraude. In oktober 2001 werd de megadancing vervolgens verzegeld, na een huiszoeking verricht door detectives van de financiële cel van de federale recherche.
In december 2002 werd hij bij verstek veroordeeld tot 4 maanden effectieve gevangenisstraf wegens het toebrengen van slagen en verwondingen aan een voormalige werknemer. In oktober 2004 werd hij samen met Dennis Burkas vrijgesproken in het Zundays-dossier wegens onvoldoende bewijsmateriaal, waarin beide beklaagden terecht stonden voor openbare zedenschennis en het aanzetten tot ontucht naar aanleiding van een reportage van 4 februari 2001 in het VTM-programma Telefacts. Op 17 oktober 2003 besloot de raadkamer Verstraeten buiten vervolging te stellen in de homejackingszaak en in december 2003 kwam de zaak voor de rechtbank te Antwerpen. In juni 2005 werd hij veroordeeld tot een voorwaardelijke gevangenisstraf van drie maanden wegens stalking van Brigitta Callens en haar vader. In januari 2009 werd hij vervolgens vrijgesproken van moordcomplot samen met een portier tegen een netwerkbeheerder wegens onvoldoende bewijzen. In 2015 werd Verstraeten veroordeeld wegens stedenbouwkundige inbreuken ten tijde van de Zillion.
In maart 2015 vond er een reüniefeest voor de gecontesteerde dancing in het Sportpaleis te Antwerpen plaats. Een jaar later, op 19 maart 2016 volgde een nieuwe reünie, deze trok ca. 10.000 bezoekers met sets van onder andere Judge Jules, Sven Lanvin en Tom Leclercq.
Uitgesteld door de coronapandemie startten in 2021 de opnames voor de film Zillion, over de opkomst en het verval van de megadiscotheek. Hoewel Frank Verstraeten door Jonas Vermeulen wordt vertolkt, kreeg hij zelf ook een kleine figurantenrol in de film. Bij de veilingsscène was hij de persoon die de slang kocht voor 30.000 BEF.
In het najaar van 2024 nam Verstraeten deel aan het televisieprogramma The Masked Singer op vtm. Hij vertolkte het personage van Eikeltje. In de online serie Behind The Mask op vtmgo vertelt Verstraeten het niet moeilijk te hebben gehad om het 'stomme' eikeltje te zijn.